# Angitia directa
Angitia directa är en fjärilsart som beskrevs av Walker 1858. Angitia directa ingår i släktet Angitia och familjen nattflyn. Inga underarter finns listade i Catalogue of Life.